# Ilex amplifolia
Ilex amplifolia är en järneksväxtart som beskrevs av Henry Hurd Rusby. Ilex amplifolia ingår i släktet järnekar, och familjen järneksväxter. Inga underarter finns listade i Catalogue of Life.